# Arbeidsauditoraat
Het arbeidsauditoraat is een functie in het Belgisch rechtssysteem bij de arbeidsrechtbank.

## Maatschappelijke opdracht
Het arbeidsauditoraat vertegenwoordigt in België het openbaar ministerie in alle materies die onder de bevoegdheid van de arbeidsrechtbank vallen. In strafzaken gaat het om sociale misdrijven.
Wanneer deze materies burgerlijke geschillen betreffen, komt het voor de arbeidsrechtbank verplicht of facultatief tussen naargelang van de aard van het geschil en brengt een advies uit. Dit dwingend of facultatief karakter is vastgelegd in het Gerechtelijk Wetboek. In het algemeen is de tussenkomst verplicht wanneer het geschil gaat over de rechten en plichten van de burger op de sociale zekerheid en de sociale bijstand.
Wanneer die wetten in strafbepalingen voorzien, dan treedt het arbeidsauditoraat op als aanstuurder van de opsporing en als vervolgende partij namens het algemeen belang. Dit gebeurt dan voor de gewone strafrechter. Voor sommige inbreuken, de overtredingen, is dat de politierechtbank, voor zwaardere misdrijven, de wanbedrijven, is dat de correctionele rechtbank. Bij samenhang met sociaalrechtelijke misdrijven kunnen tevens andere misdrijven worden vervolgd.
De arbeidsauditeur is de voorzitter van de arrondissementscel, een vergadering van inspectie- en politiediensten die gezamenlijk controles uitvoeren en daarbij de jaarlijkse doelstellingen van de Sociale Inlichtingen- en Opsporingsdienst (SIOD) realiseren.

## Organisatie
In België staat het arbeidsauditoraat naast het 'gewone parket' van de procureur des Konings als apart onderdeel van het openbaar ministerie. Dit kleinere korps staat onder leiding van de arbeidsauditeur. De andere magistraten hebben de graad van afdelingsauditeur, eerste substituut-arbeidsauditeur of substituut-arbeidsauditeur. In Brussel is er tevens een Nederlandstalige adjunct-arbeidsauditeur.
Er zijn negen arbeidsauditoraten:
- Brussel (tweetalig Nederlands-Frans)
- Eupen (tweetalig Duits-Frans)
- Halle-Vilvoorde
- Waals-Brabant
- Leuven
- Antwerpen (gerechtelijke arrondissementen Antwerpen en Limburg)
- Gent (gerechtelijke arrondissementen Oost- en West-Vlaanderen)
- Luik (gerechtelijke arrondissementen Luik, Luxemburg en Namen)
- Henegouwen (gerechtelijke arrondissementen Charleroi en Bergen)

In het gerechtelijk arrondissement Eupen oefent de procureur des Konings tevens de functies van arbeidsauditeur uit.
In graad van beroep is hun tegenhanger het arbeidsauditoraat-generaal. Dit is geen apart korps, maar een afdeling van het Openbaar Ministerie bij het arbeidshof zoals het parket-generaal bij het hof van beroep staat tegenover de 'gewone' parketten. Beide afdelingen staan onder het gezag van de procureur-generaal.
Zoals de procureurs des Konings verenigd zijn in de raad van procureurs des Konings, bestaat er ook een raad van arbeidsauditeurs, waarin de arbeidsauditeurs samen vergaderen.
Eén arbeidsauditeur maakt deel uit van het College van het Openbaar Ministerie dat het autonoom beheer van het gehele openbaar ministerie aanstuurt.